# Die Welt
Die Welt (Lumea) este un ziar german, care aparține de editura Axel Springer AG. El a fost înființat după terminarea celui de al doilea război mondial de Forțele Aliate  în zona de ocupație britanică din Germania. Ziarul apare pentru prima oară la data de 2 aprilie 1946 iar în anul 1953 este preluat de Axel Springer, el având un caracter cetățenesc-conservativ. Die Welt apare zilnic având un caracter supraregional în Berlin, Hamburg, Bremen iar din anul 2002 și în Bavaria.

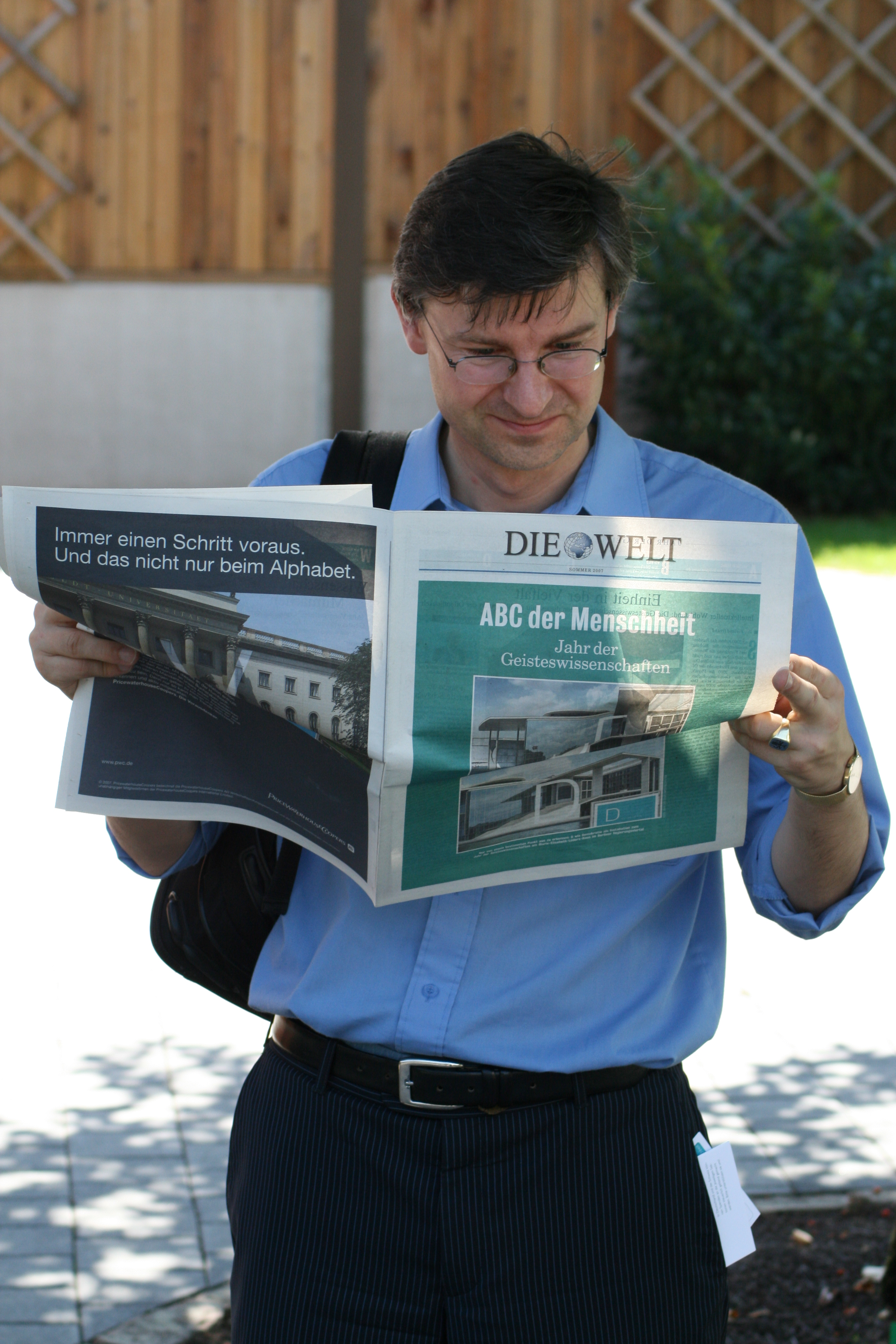